# Jacob Vrel

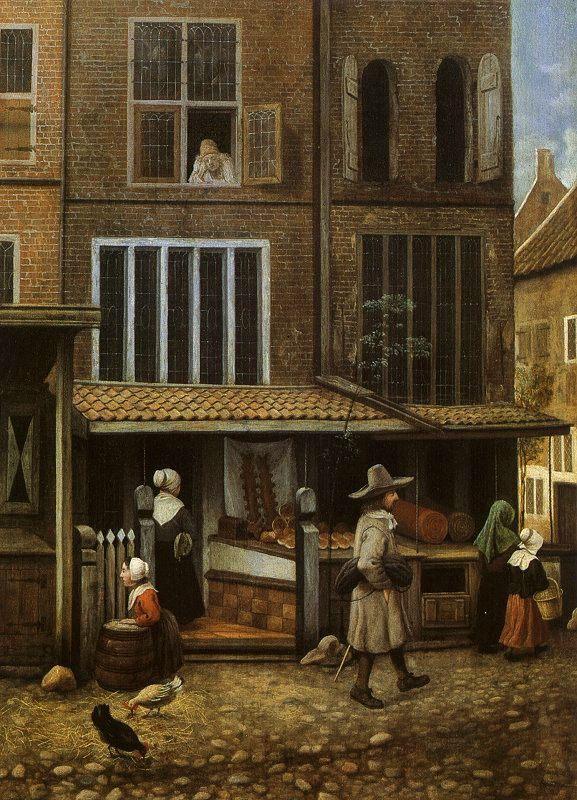
Scena di strada, ca. 1660

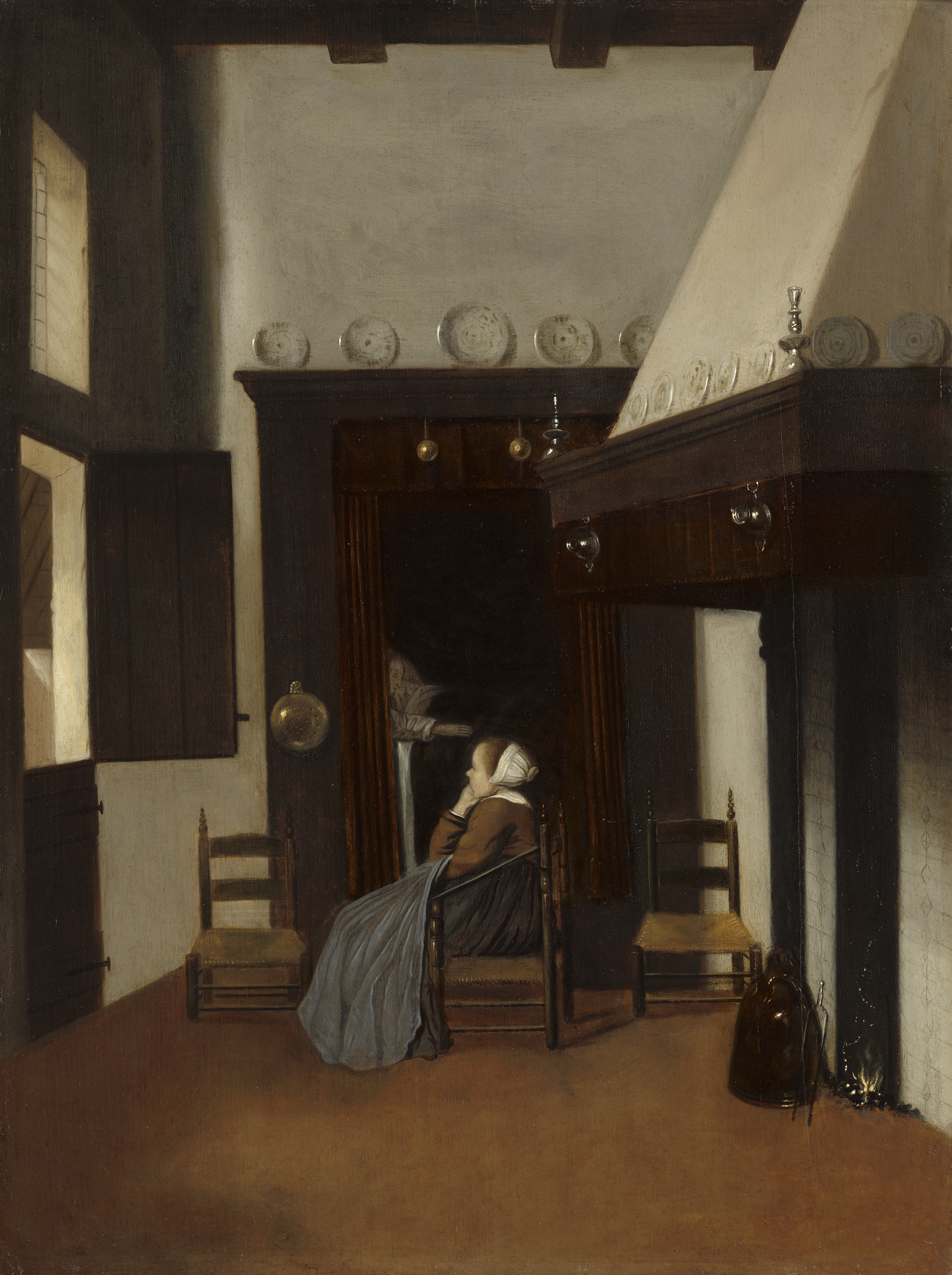
Giovane donna in un interno (ca. 1660), National Gallery of Art, Washington

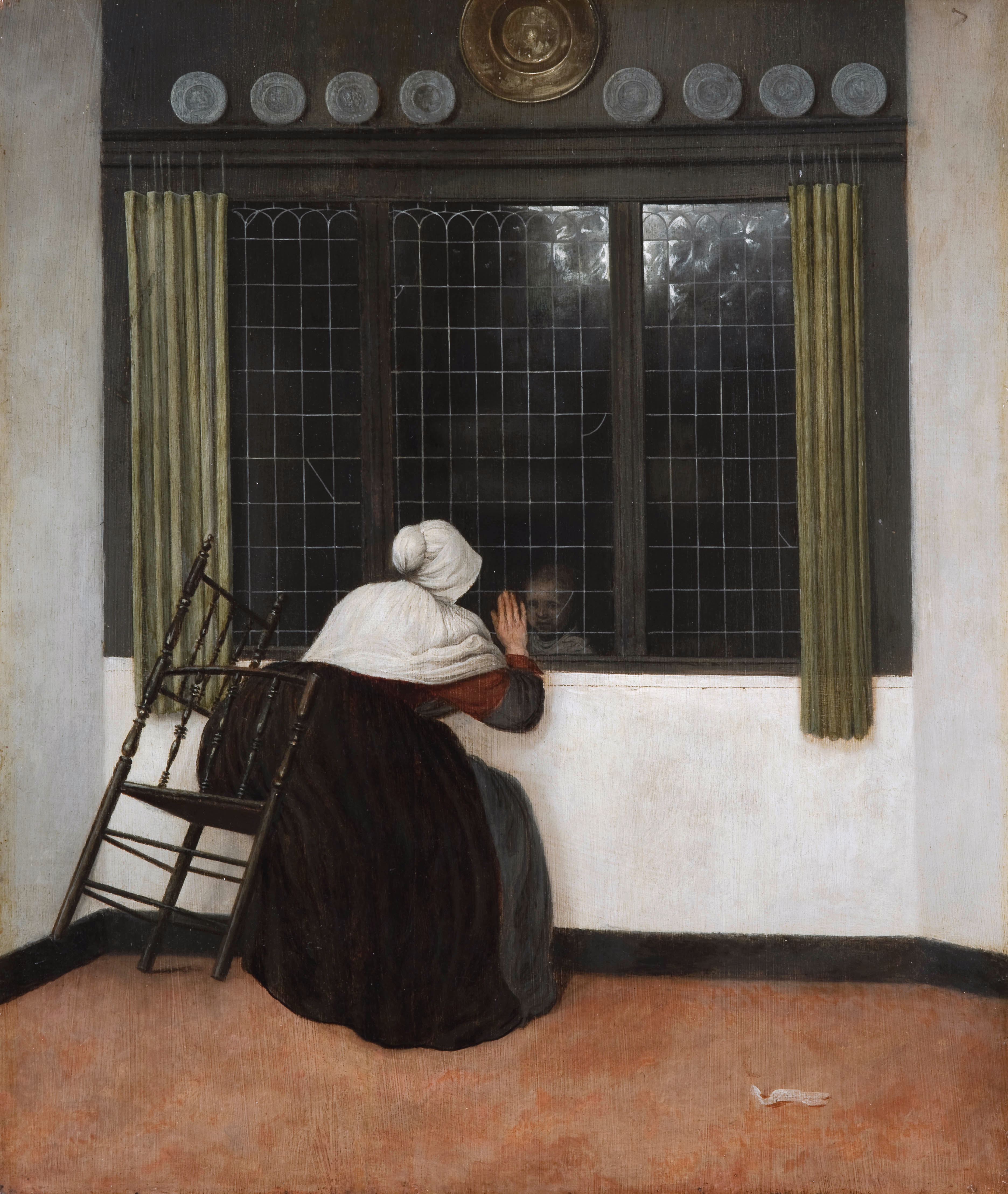
Donna alla finestra che saluta una ragazza, Fondazione Custodia

Jacob Vrel (1630 – 1680) è stato un pittore olandese, esponente del Secolo d'oro; attivo tra il 1654 e il 1662, viene considerato il precursore di Jan Vermeer.

## Biografia
Jacob Vrel è anche indicato come Jan; versioni alternative del suo cognome sono Frel, Frelle, Vreele, Vrelle e Vriel.  Sebbene il luogo di nascita di Vrel sia sconosciuto, gli studiosi lo considerano un artista olandese.
Nonostante i numerosi elementi rappresentati nei suoi dipinti, gli storici dell'arte non sono in grado di identificare la maggior parte delle scene di strada di Vrel ad una particolare città o regione. Si ritiene che Vrel li abbia dipinto soggetti principalmente riconducibili alla sua immaginazione. A partire dal 2021, due esperti hanno riconosciuto strade ed edifici della città olandese di Zwolle, in tre dei suoi dipinti.

## Stile
Secondo il RKD-Nederlands Instituut voor Kunstgeschiedenis, Vrel era un membro della stessa "scuola" o stile artistico di Pieter de Hooch. Sebbene non esistano prove di una "scuola" specifica, l'influenza artistica sembrerebbe derivare dai centri artistici di Haarlem e Delft. I pittori elencati dall'RKD in questa categoria sono Esaias Boursse, Hendrick van der Burgh, Pieter de Hooch, Pieter Janssens Elinga, Cornelis de Man, Hendrick ten Oever e lo stesso Vrel.
Le opere di Vrel sono talvolta confuse con quelle di Esaias Boursse o Pieter de Hooch. Vrel spesso dipingeva la sua firma su una striscia di carta o stoffa nei suoi dipinti, che ricordano stendardi o pergamene medievali.

## Opere
A Vrel sono stati attribuiti da trentotto a quaranta dipinti.
- Scena di strada con figure in conversazione, Alte Pinakothek, Monaco di Baviera
- La piccola infermiera, Ashmolean Museum, Oxford
- Interni, Detroit Institute of Arts, Detroit
- Interno con un uomo accanto a un caminetto, Groninger Museum, Groningen
- Scene di strada, Museo dell'Ermitage, San Pietroburgo
- Due donne che conversano, Museo Heylshof, Worms
- Angolo di strada, Kunstthalle Amburgo
- Donna alla finestra, Kunsthistorisches Museum, Vienna:
- Interno con donna indaffarata (1650), Museum de Fundatie, Zwolle
- Giovane donna in un interno (ca. 1660), National Gallery of Art, Washington
- La bottega del tessitore, Palais des Beaux-Arts de Lille
- Scena di strada (metà del XVII secolo),   Philadelphia Museum of Art, Philadelphia
- Vicolo in una città olandese; Donna davanti a una stufa, Rijksmuseum, Amsterdam
- La piccola infermiera malata, Museo Reale di Belle Arti, Anversa
- Interno con una donna e un bambino,   Musei Reali di Belle Arti, Bruxelles
- La piccola infermiera malata, San Diego Museum of Art, San Diego
- Interno con donna seduta davanti al focolare   Museo Thyssen-Bornemisza, Madrid
- Interno con una donna anziana  Wallraf–Richartz Museum, Colonia
- Donna alla finestra che saluta una ragazza, Fondazione Custodia, Parigi